# Hermann von Müller
Wilhelm Hermann Gustav Müller, seit 1895 von Müller (* 2. Juli 1832 in Bründel; † 9. Januar 1908 in Berlin) war ein preußischer Generalleutnant und zuletzt Direktor des Waffendepartements in Kriegsministerium sowie stellvertretender Bevollmächtigter im Bundesrat. Er war auch als Militärschriftsteller tätig.

## Leben

### Herkunft
Seine Eltern waren der Guts- und Gärtnereibesitzer Friedrich Wilhelm Müller (1803–1868) und dessen Ehefrau Marie Friederike, geborene Raue (1809–1880).

### Militärkarriere
Müller besuchte die Bürgerschule sowie die Realschule in Aschersleben. Anschließend trat er am 2. Februar 1841 als Einjährig-Freiwilliger in das 3. Artillerieregiment der Preußischen Armee ein und absolvierte von Oktober 1852 bis Juni 1855 die Vereinigte Artillerie- und Ingenieurschule. Er avancierte bis Ende Oktober 1853 zum außeretatmäßiger Sekondeleutnant und wurde Mitte Oktober 1855 mit Patent vom 20. Oktober 1853 zum Artillerieoffizier ernannt. Ab Oktober 1859 setzte Müller für drei Jahre seine Ausbildung an der Kriegsakademie fort. Er stieg Anfang Oktober 1860 zum Premierleutnant auf und war von Oktober 1862 bis Januar 1863 zum Magdeburgischen Füsilier-Regiment Nr. 36 kommandiert. Auf Antrag der Fürstin Wanda von Schönaich-Carolath erhielt er vom 13. Januar 1863 bis zum 13. Januar 1864 Urlaub, um den Prinzen Heinrich zu Schoenaich-Carolath als Gouverneur auf seiner Reise nach Frankreich und Italien zu begleiten. In Rom konnte er mit dem Prinzen viele der dort lebenden deutschen Künstler kennenlernen. Nach seiner Rückkehr nahm er 1864 am Deutsch-Dänischen Krieg teil und befehligte eine Batterie beim Sturm auf die Düppeler Schanzen sowie beim Übergang nach Alsen. Dafür erhielt er am 7. Juni 1864 den Roten Adlerorden IV. Klasse mit Schwertern. Nach dem Krieg wurde er vom 1. Januar 1865 bis zum 7. Mai 1866 zur topographische Abteilung des Großen Generalstabs kommandiert und am 16. Januar 1866 als Hauptmann in die 7. Artilleriebrigade versetzt. Während des Deutschen Krieges war er ab dem 7. Mai 1866 Kommandeur der 4. Munitionskolonne.
Nach dem Krieg wurde er am 30. Oktober 1866 zum Kompaniechef ernannt. Am 9. November 1867 kam er in die 8. Artilleriebrigade und wurde Mitglied der Artillerieprüfungskommission. Unter Belassung in seiner Stellung kam er am 19. August 1869 in die 9. Artillerie- und am 9. April 1870 in die 1. Artilleriebrigade. Bei der Mobilmachung anlässlich des Krieges gegen Frankreich wurde Müller am 17. Juni 1870 in die 2. Artilleriebrigade versetzt und als Adjutant der Generalinspektion der Artillerie verwendet. Während des Feldzuges war er ab dem 5. September 1870 Direktor des Parks der Belagerungsartillerie vor Toul. Anschließend kam er Mitte Oktober 1870 zum Stab der Belagerungsartillerie an der Südfront vor Paris. Ferner wirkte Müller bei den Belagerung von Straßburg und Soissons.
Ausgezeichnet mit beiden Klassen des Eisernen Kreuzes wurde Müller nach dem Vorfrieden von Versailles am 28. März 1871 wieder Adjutant der Generalinspektion der Artillerie. Unter Belassung in dieser Stellung wurde er am 23. März 1872 mit Patent vom 12. Januar 1864 in das Feldartillerie-Regiment Nr. 14 versetzt. Am 10. September 1872 wurde zum Major befördert. Am 26. Oktober 1872 wurde er Adjutant der Generalinspektion der Artillerie, dazu wurde er à la suite des Fuß-Artilleriebataillons Nr. 14 gestellt. Aber am 1. Oktober 1873 kam er dann als Lehrer an die Kriegsakademie und von dort am 7. Januar 1875 in den Großen Generalstab, wo er in der kriegsgeschichtlichen Abteilung arbeitete. Am 17. September 1878 wurde er zu den Übungen für den Festungskrieg nach Straßburg kommandiert und am 14. Januar 1879 zum Kommandeur des 2. Pommerschen Fußartillerie-Regiments Nr. 15 ernannt. Aber schon am 1. April 1879 kam er in das Kriegsministerium, wo er Chef der Abteilung für Artillerieangelegenheiten wurde, außerdem wurde er Mitglied der Generalartilleriekommission. Dort stieg er am 11. Juni 1879 zum Oberstleutnant und am 18. Oktober 1883 zum Oberst auf. Er erhielt am 15. Februar 1887 den Rang des Brigadekommandeurs. Am 14. Juni 1888 wurde er zum Generalmajor befördert und am 19. September 1888 zum Inspekteur der 2. Fußartillerie-Inspektion ernannt. Zugleich wirkte er als Vorsitzender der Prüfungskommission für Premierleutnants der Fußartillerie. Am 17. Dezember 1889 kommandierte man ihn zur Vertretung des Präses der Artillerieprüfungskommission. Am 24. März 1890 wurde er zum Generalleutnant befördert und zeitgleich zum Präses der Kommission ernannt. Anschließend wurde er am 12. April 1890 zum Direktor des Waffendepartements im Kriegsministerium und zum stellvertretenden Bevollmächtigten im Bundesrat ernannt. Anlässlich des Ordensferstes erhielt Müller im Januar 1891 den Stern zum Roten Adlerorden II. Klasse mit Eichenlaub.
Unter Verleihung des Kronen-Ordens I. Klasse wurde er am 7. März 1893 mit Pension zur Disposition gestellt und am 28. September 1895 erhob ihn Kaiser Wilhelm II. in den erblichen preußischen Adelstand. Er starb am 9. Januar 1908 in Berlin und wurde drei Tage später auf dem Matthai-Friedhof beigesetzt.
Müller war ab 1867 in der Artilleriekommission mit der Entwicklung der 15-cm-Kanonen und 21-cm-Mörser betraut. Daher wurde er bei der Belagerung von Straßburg mit der Ausbildung der Artilleristen an diesen Waffen betraut. Dazu führte er auch eine neue Art der Feuerleitung ein. Durch das indirekte Richten gelang es ihm, die inneren Bastionen zu zerstören.

### Familie
Müller heiratete am 4. Juni 1876 in Berlin Maria Schmückert (1856–1920). Das Paar hatte mehrere Kinder:
- Marie (1878–1883)
- Heinrich (1880–1935), Dr. jur. preußischer Oberverwaltungsgerichtsrat ⚭ 1912 mit Gertrud Mathilde Scholz (* 1886)
- Hermann (* 1883), Dr. phil.

⚭ 1910 (Scheidung 1924) Frederike Somadevi-Bader (* 1889)
⚭ 1925 Susanne Schramm (* 1887)

## Schriften
- Die Entwicklung der preußischen Festungs- und Belagerungsartillerie. 1876.
- Die Entwickelung der preußischen Küsten- und Schiffs-Artillerie von 1860-1878. (Digitalisat)
- Geschichte des Festungskrieges seit der allgemeinen Einführung der Feuerwaffen. 1880–1892.
- Die Entwicklung der Feldartillerie 1815–1892. 3 Bände, 1893–1894, (Digitalisat)
- Die Thätigkeit der deutsche Festungsartillerie bei den Belagerungen, Beschießungen und Einschließungen im deutsch-französischen Krieg. 4 Bände, 1898–1901
  - 1. Band: Die Belagerung von Straßburg.
  - 2. Band: Die Belagerungen von Soissons, La Fère, Péronne, Besetzung der Citadelle von Amiens.
  - 3. Band: Die Belagerung von Belfort.
  - 4. Band: Die Belagerung von Paris.
- Zur Lebensgeschichte des Generalpostdirektors Schmückert. 1904.
- Geschichte des Festungskrieges von 1885–1905 einschließlich der Belagerung von Port Arthur. 1907.
- Kriegsgeschichtliches und friedliches aus dem Feldzügen von 1864, 1866 und 1870/71. 1909.